# Jens Joneleit
Jens Gerd Joneleit (* 17. September 1968 in Offenbach am Main) ist ein deutscher Komponist.

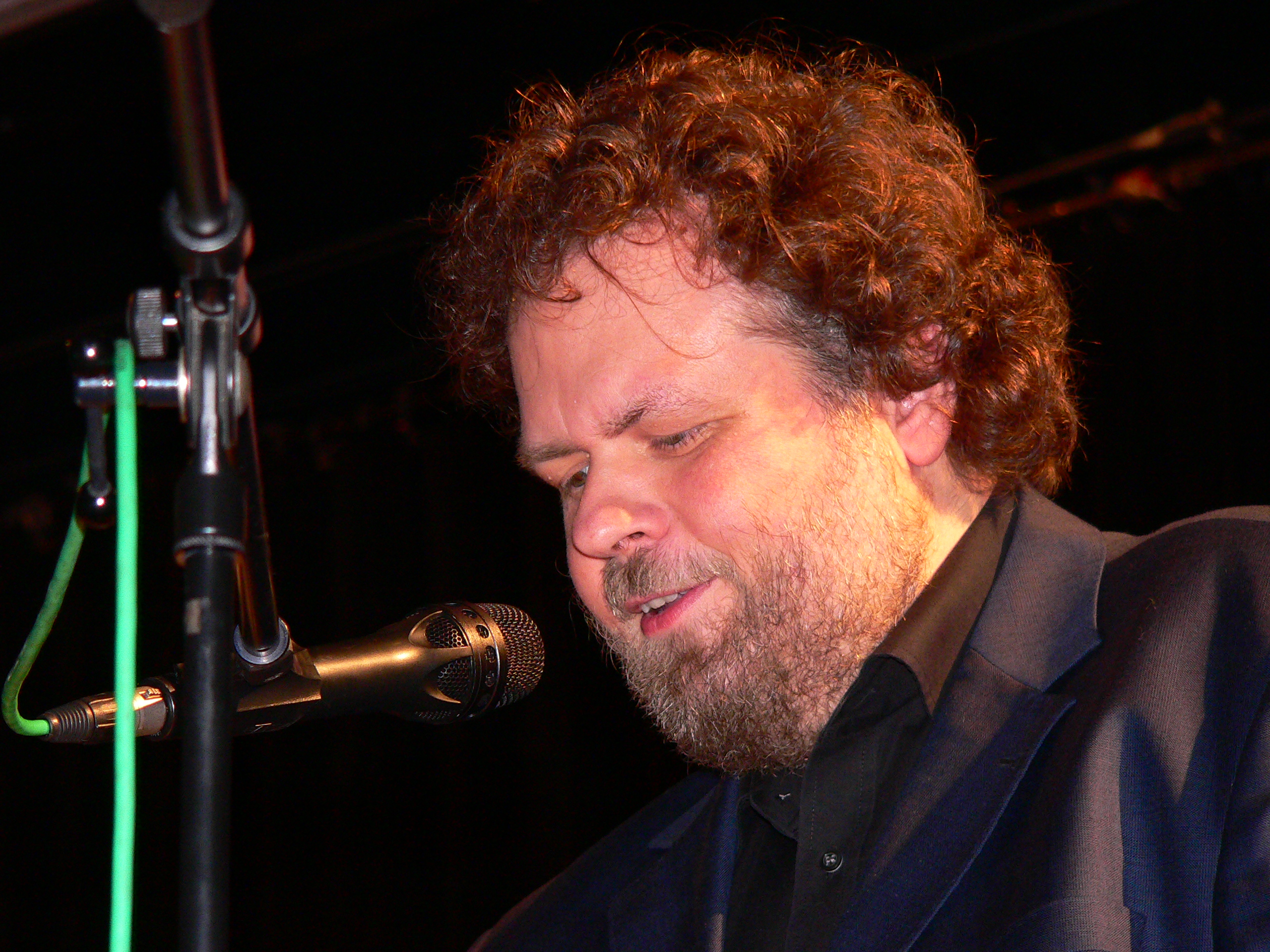
Jens Joneleit 2010

## Leben und Wirken
Joneleit wuchs in Nieder-Roden bei Offenbach auf. Im örtlichen Musikverein erlernte er das Schlagzeugspiel. Nach Abitur und Zivildienst spielte Joneleit zunächst Schlagzeug in regionalen Rock- und Jazzgruppen. 1990 übersiedelte er in die USA. Dort studierte er in Vermillion (South Dakota) und Madison (Wisconsin) bei Stephen Yarbrough (* 1946), Robert Marek (1915–1995), Lewis Hamvas und Joel Naumann (Schüler von Stefan Wolpe).

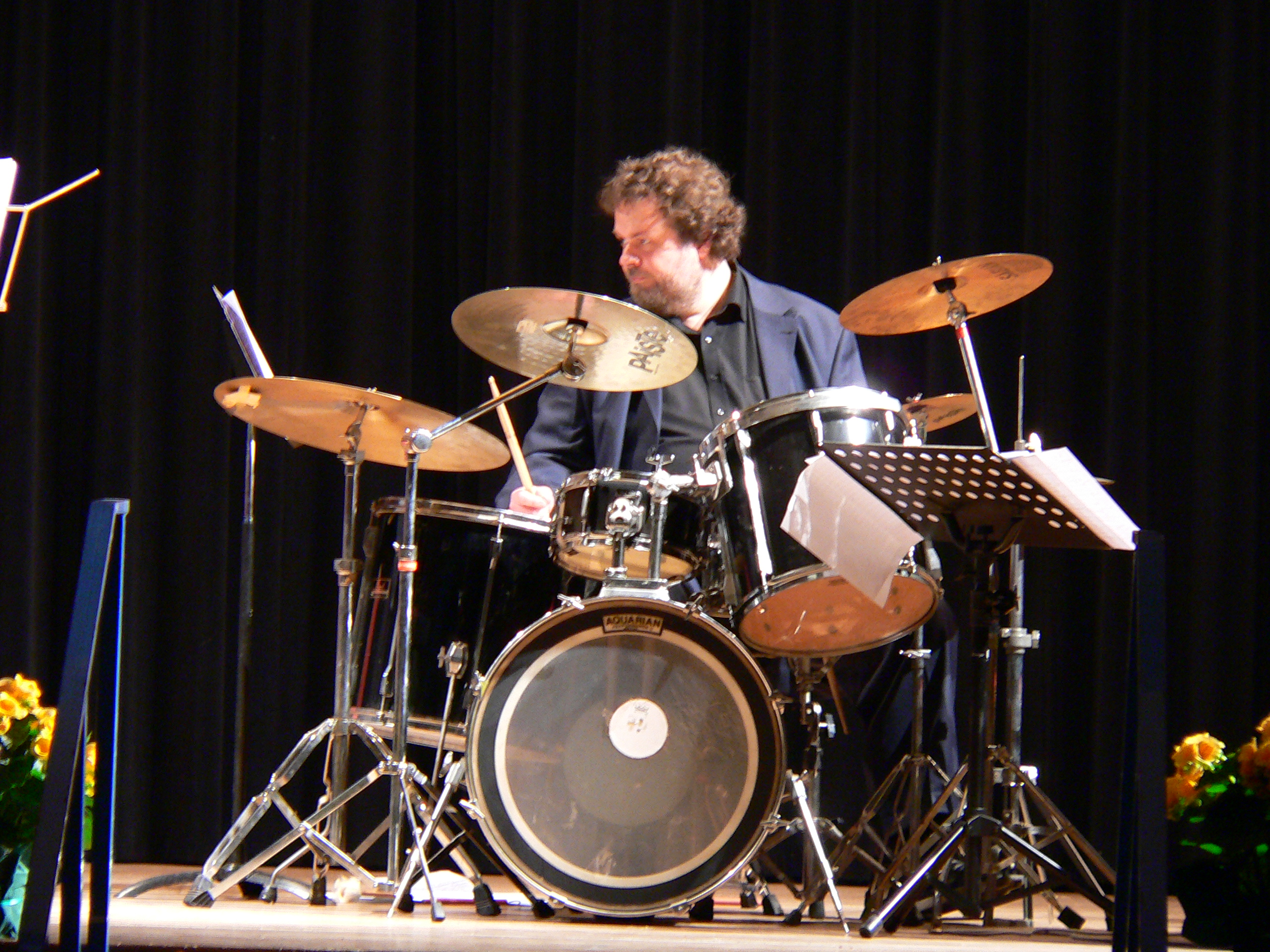
Joneleit als Musiker

Seit 1997 arbeitet Joneleit als freischaffender Komponist. Sein besonderes Interesse gilt größeren Formaten wie Musiktheater und Orchesterwerken, aber auch Kammermusik, Film und Hörspiel. 2002 erschien seine erste Portrait-CD mit Kammermusik. 2006 erhielt er den Komponisten-Förderpreis der Ernst von Siemens Musikstiftung, im gleichen Jahr wurde sein Stück Le tout, le rien in die Edition Zeitgenössische Musik des Deutschen Musikrats aufgenommen. Michael Herrschel über Joneleit: „Die musikalischen Wurzeln von Jens Joneleit kann man im Free Jazz, der ihn früh faszinierte, ebenso suchen wie im unbefangenen Ernst, mit dem er das alteuropäische Erbe in all seinen Gegensätzen und Widersprüchen zu studieren begann.“
Jens Joneleit lebt in Berlin. Im Jahr 2010 wurde er mit dem Kulturpreis seiner Heimatstadt Rodgau für das Jahr 2009 ausgezeichnet. Am 3. Oktober 2010 wurde seine Oper Metanoia. Über das Denken hinaus zur Eröffnung der Ausweichbühne der Berliner Staatsoper Unter den Linden unter der Leitung von Daniel Barenboim uraufgeführt.

## Kompositionen

### Bühnenwerke
- Der Brand. Proscaenium emblematicum. Libretto: Michael Herrschel (nach Andreas Gryphius). UA 2007 Stuttgart (Theaterhaus Stuttgart; Regie: Matthias Mohr; Raumkonzept: Gunnar Hartmann; Neue Vocalsolisten Stuttgart, Ensemble Modern, Dirigent: Franck Ollu)
- Piero – Ende der Nacht. Hörstück für ein Theater der wandernden Gedanken und Klänge. Libretto: Michael Herrschel (unter freier Verwendung von Passagen aus Die Rote von Alfred Andersch). UA 2008 München (Muffathalle; Koproduktion Münchener Biennale / Oper Frankfurt / Experimentalstudio Freiburg; Regie: Katharina Thoma; Raumkonzept: Gunnar Hartmann; Ausstattung: Anomone Bold; Dramaturgie: Norbert Abels; mit Johannes M. Kösters [Bariton], Chorsolisten des Bayerischen Rundfunks und Ensemble Modern, Dirigent: Yuval Zorn)
- Metanoia. Über das Denken hinaus. Libretto: René Pollesch, UA 2010 Berlin (Staatsoper Unter den Linden, Ausweichbühne Schillertheater; Regie: Christoph Schlingensief; mit Annette Dasch Sopran, Dirigent: Daniel Barenboim)

### Vokalkompositionen
- Monddunstland, 7 Lieder für mittlere Stimme und Klavier. Texte: Franz Xaver Staudigl. UA 1998 Beratzhausen (Zehentstadel)
- Die Stadt in allen Winden, 7 Lieder für hohe Frauenstimme, Flöte/Altflöte/Bassflöte und Klavier. Texte: Georg Britting. UA 1999 Regensburg (Weinschenk-Villa)
- Kitzgrau, 3 Lieder für hohe Frauenstimme, Flöte/Altflöte/Bassflöte und Klavier. Texte: Margret Hölle. UA 2002 Regensburg (Festsaal der Regierung der Oberpfalz; mit Rudi Spring [Klavier])
- Nachtlied. Text: Georg Trakl. UA 2005 Stuttgart (Stiftskirche; Vokalensemble Singer Pur)
- Durst. Texte: Albert von Schirnding. UA 2005 Regensburg
- Denk es, wie grün. Texte: Clemens Podewils. UA 2005 Regensburg
- Parzival-Momente. Rezital für Sprechstimmen, Singstimme und Klavier. Texte: Tankred Dorst, Bearbeitung: Michael Herrschel. UA 2005 München (Bayerische Akademie der Schönen Künste; mit Rolf Boysen, Dieter Dorn, Thomas Holtzmann, Stefan Hunstein, Gisela Stein, Annette Jahns [Mezzosopran] und Siegfried Mauser [Klavier])
- Beim Wort. Texte: Friedrich Hölderlin. UA 2007 Tübingen (Hölderlinturm; Thomas E. Bauer [Bariton], Siegfried Mauser [Klavier])

### Kammermusik, Ensemble- und Orchesterwerke
- Il canto l’interno, …nell’intimo (1998) für Flöte/Piccolo/Bassflöte, Klarinette/Bassklarinette, Violine, Violoncello, Schlagzeug und Klavier. UA 2005 Kirchberg an der Jagst (Schloss-Schule; ensemble gelber klang)
- Weidengesang (1997/98) für Orchester. UA 2000 Riedenburg (Moskauer Sinfonieorchester, Dirigent: Alexei Kornienko)
- Streichquartett (1999). UA 2005 Stuttgart (Theaterhaus; Helios-Quartett)
- Lux perveniet. Sinfonischer Choral zum Reformationstag für Bläser, Schlagzeug und Glocken. UA 1999 Regensburg (Dreieinigkeitskirche)
- …im Nirgends für Bassflöte/Piccolo, Violoncello und Klavier. UA 2003 Aachen (Wolpe-Trio)
- Gestalt im Fluss. UA 2004 Frankfurt am Main (Sendesaal des hr; Radio-Sinfonieorchester Frankfurt, Dirigent: Lucas Vis)
- Im Bann für Orchester. UA 2005
- Le tout, le rien für 27 Spieler. UA 2005 Dresden (Hygiene-Museum; Ensemble Modern, Dirigent: Franck Ollu)
- Verve. Hörfilm für Ensemble. UA 2006 Frankfurt am Main (Schauspiel; Ensemble Modern, Dirigentin: Sian Edwards)
- Marea für Bassklarinette, Schlagzeug, Klavier und Kontrabass. UA 2006 München (Kulturzentrum am Gasteig, Black Box)
- Von anderen Räumen…. UA 2006 Stuttgart (Theaterhaus; RSO Stuttgart, Dirigent: Peter Hirsch)
- Élan für Flöte, 2 Hörner, 3 Violinen, Viola, Violoncello und Kontrabass. UA 2006 Wien (Musikverein; Mitglieder der Staatskapelle Berlin, Dirigent: Daniel Barenboim)
- Nah von fern. Streichquintett. UA 2006 Augsburg (Schaezlerpalais; Petersen-Quartett, Hartmut Rohde)
- Phon für 19 Blechbläser. UA 2007 Frankfurt am Main (Sendesaal des hr; Mitglieder des hr-Sinfonieorchesters, Dirigentin: Sian Edwards)
- Sima. Klavierquartett. UA 2007 Stuttgart (Theaterhaus; Artis Piano Quartet)
- Feld für Orchester. UA 2008 München (Philharmonie am Gasteig; Münchner Philharmoniker, Dirigent: Marcus R. Bosch)
- Dithyrambes für Orchester, 2009
- Schnitt, Auftragswerk für Klavierfieber 2011 Berlin, inspiriert durch das Dada-Bild von Hannah Höch Schnitt mit dem Küchenmesser Dada durch die letzte Weimarer Bierbauchkulturepoche Deutschlands; UA 26. Juni 2011 Neue Nationalgalerie, Berlin
- Spuren für Gitarrenquartett. UA 2011 Innsbruck ORF (Klangspuren; Aleph Gitarrenquartett)
- Adagio für Orchester, 2011. UA 29. März 2012 Frankfurt am Main (Alte Oper; hr-Sinfonieorchester, Dirigent: Sakari Oramo)

### Jazz
- Illuviation (2003, mit Roscoe Mitchell) für Flöte/Piccolo/Saxophone(S’ino/S/A/T/B), Drumset, E-Bass und Klavier
- In-Between. Blue Pieces (2004) für Drumset, E-Bass und Klavier
- Maze. Drum solo (2004)
- Arbitrary (2005–2007, mit Tom Schüler) für Trompete/Flügelhorn, Drumset, E-Bass und Klavier

## Diskographie
- Das Ensemble Gelber Klang spielt Kammermusikwerke von Jens Joneleit (Cybele 2002)
- Le Tout, Le Rien (Wergo 2006)
- Jens Joneleit Featuring Roscoe Mitchell: Illuviation (Neos Jazz 2007)
- Jens Joneleit featuring Tom Schüler: Arbitrary (Neos Jazz 2007)
- In-Between: blues pieces (Neos Jazz 2007)
- Inflections (Tonkunst Manufaktur 2021, mit Ali Neander, Tom Schüler, Matthias Dörsam)
- Inflections (Complete Sessions) (2024, mit Ali Neander, Tom Schüler, Matthias Dörsam)
- Planet Edge (2024, mit Ali Neander, Tom Schüler, Matthias Dörsam)